# 최지환 (성우)
최지환(1969년 2월 3일~)은 대한민국의 성우이다. 1995년 EBS에 입사했으며 현재는 EBS 14기이다. 교육방송 성우극회 소속이며 단국대학교 연극영화학과 학사, 서강대학교 언론대학원 언론학 석사 출신이다.

## 주요 출연작품

### 애니메이션
- 갓슈벨 (챔프) - 마에스트로
- 곰돌이와 숲 속 친구들 (EBS)
- 그리스 로마 신화 전설의 수호자들 (EBS) - 고르고스
- 다카하시 루미코 극장 (애니원) - 유키에 남편
- 마지막 공룡 덴버 (EBS) - 덴버
- 마탐정 로키 라그나로크 (애니원) - 유라 아빠 / 프레이 / 오귀남
- 모험왕 장보고 (EBS) - 이충 / 김경응 / 염장
- 믹과 맥의 축구이야기 (EBS)
- 블랙잭 (애니원) - 칙의 아빠
- 샤먼킹 (애니원) - 마르코 / 고우키
- 아기비버의 옛날 이야기 (EBS)
- 오스카 음악대 (EBS)
- 우바우바 마수필라미 (EBS) - 페드로
- 워터십 다운의 토끼들 (EBS) - 족제비 / 스트로베리 / 블랙카바 / 박스 / 돼지 주인 / 퍼핀 코로키 / 도망자 / 두더지
- 쥬만지 (EBS)
- 참 바쁜 세상 (EBS)
- 헌터X헌터 (애니원) - 실버
- Z.O.E (애니원)

### 영화
- 플레전트빌 (SBS)
- 신영웅본색 (SBS)

### 방송
- 방귀대장 뿡뿡이 (EBS) - 치치
- 줌인! 게임천국 (MBC)
- 음악천재 (방송대학TV)
- 얼쑤! 일요일 고향애 (SBS)
- EBS 라디오 '소설 마당 판'
- 질병과 치료 (방송대학TV)
- 화제 베스트 셀러 진행 및 낭독

### 라디오 드라마
- 교과서를 품은 드라마 한국사 (EBS FM)